# Forschungsstiftung Bayerische Geschichte
Die Forschungsstiftung Bayerische Geschichte dient der Förderung von Wissenschaft und Forschung im Bereich der bayerischen Landesgeschichte an den Lehrstühlen und Professuren für Landesgeschichte der bayerischen Universitäten.

## Charakter und Rechtsstellung der Stiftung
Die Institution wurde 2003 vom Freistaat Bayern, vertreten durch das Staatsministerium für Wissenschaft, Forschung und Kunst, auf der Grundlage privater Nachlassmittel gegründet. Sie ist eine rechtsfähige öffentliche Stiftung des bürgerlichen Rechts mit Sitz in München.

## Heinrich-von-Leveling-Preis
Die Stiftung vergibt für hervorragende Forschungsleistungen auf dem Gebiet der bayerischen Geschichte den nach Heinrich Palmatius von Leveling (1742–1798) benannten Heinrich-von-Leveling Preis.

## Weblink
- Offizielle Website

Koordinaten: 48° 8′ 48,2″ N, 11° 34′ 47,2″ O